# 愛彩
愛彩（あいか、1985年1月16日 - ）は日本の元タレント。岩手県出身。

## 略歴
2000年年4月に盛岡駅駅前広場の噴水前でスカウトされる。同年9月頃に上京、同年秋、浅田 りょうの芸名で15歳で水着グラビアデビュー。かつてはアバンギャルドに所属。グラビアアイドル、レースクイーンとしても活動した。2001年当時も、「16歳でFカップ」と話題になっていた。
2002年にはGT選手権FK/massimoサーキットレディ（レースクイーン）としても活動。2004年には自身初の着エロビデオ『Reach』をリリースしている。

## 人物
趣味は音楽鑑賞。特技はピアノ。得意なスポーツはテニス、水泳、陸上競技（いずれも2000年 - 2001年当時公表していたプロフィールによる）。
3人姉弟の長女。妹と弟がいる。

## 作品

### イメージビデオ
- 浅田りょう Diary（2000年11月29日、英知出版）
- 浅田りょう 子供じゃないもん（2001年3月7日、SODクリエイト）
- 浅田りょう Wildflower（2001年5月20日、ラインコミュニケーションズ）
- Body machine（2003年2月21日、ベガファクトリー） - 他出演者・水谷さくら、須藤寛子、神田有希子、真崎麻衣
- Reach 愛彩（2004年5月20日、イーネットフロンティア）

### 写真集
- 天然素材 浅田りょう写真集（2001年1月、ぶんか社） - 撮影 上野勇
- クラスメイトII 浅田りょう写真集（2001年7月、バウハウス） - 撮影 井ノ元浩二

## 参考
1. ↑  DVD『浅田りょう Wildflower』（ラインコミュニケーションズ）
2. 1 2 3 4 5 6 7  BOMB 2000年11月号 p.92 - 94、本人のページ
3. 1 2  マガジンWOoooo！（マガジン・マガジン）2000年12月号 p.6 - 11、本人のページ
4. 1 2 3 4  ヤングアニマル 2001年2月9日号 p.3 - 9、本人のページ
5. ↑  スコラ 2001年6月号 p.136 - 138 本人のページ
6. ↑  週刊ヤングマガジン 2001年4月30日号、巻頭グラビア（p.3 - 10）